# Lilla Mosan
Lilla Mosan är en sjö i Falu kommun i Dalarna och ingår i Dalälvens huvudavrinningsområde. Sjön har en area på 0,0986 kvadratkilometer och ligger 222,9 meter över havet. Sjön avvattnas av vattendraget Mosbäcken.

## Delavrinningsområde
Lilla Mosan ingår i det delavrinningsområde (676653-149639) som SMHI kallar för Mynnar i Stora Draggen. Medelhöjden är 253 meter över havet och ytan är 4,84 kvadratkilometer. Det finns ett avrinningsområde uppströms, och räknas det in blir den ackumulerade arean 19,3 kvadratkilometer. Mosbäcken som avvattnar avrinningsområdet har biflödesordning 3, vilket innebär att vattnet flödar genom totalt 3 vattendrag innan det når havet efter 280 kilometer. Avrinningsområdet består mestadels av skog (81 procent). Avrinningsområdet har 0,2 kvadratkilometer vattenytor vilket ger det en sjöprocent på 4,1 procent.